# Josef Pühringer
Josef Pühringer ( [ˈjoːzɛf ˈpyʀɪŋɐ]) (* 30. října 1949 Traun) je rakouský politik. V letech 1995–2017 zastával funkci zemského hejtmana Horního Rakouska za Rakouskou lidovou stranu (ÖVP), přičemž ve stejné době byl předsedou její hornorakouské zemské organizace (Oberösterreichische Volkspartei – OÖVP).

## Vyznamenání
- velká čestná dekorace ve stříbře na stuze Čestného odznaku Za zásluhy o Rakouskou republiku, Rakousko, 1998[1]
- komtur I. třídy Řádu polární hvězdy, Švédsko, 1999
- důstojník Řádu čestné legie, Francie, 2004
- velká čestná dekorace ve zlatě na stuze Čestného odznaku Za zásluhy o Rakouskou republiku, Rakousko, 2005[2]
- velkokříž Řádu svatého Silvestra, Vatikán, 2005
- Bavorský řád za zásluhy[3], Bavorsko, 2007